# Joline Jolink
Joline Jolink (Apeldoorn, 26 juni 1981) is een Nederlandse modeontwerper. In 2006 lanceerde ze haar eigen label met partner Peter Feldbrugge. Als eerste Nederlandse modeontwerper lanceerde Jolink in 2008 een webshop. In 2011 opende ze een pop-upshop in Amsterdam. Voor haar ondernemerschap ontving ze in 2011 de Marie Claire 'Prix de la mode' voor 'Best Fashion Entrepreneur'. De winkel werkt aan circulariteit en houdt geen uitverkoop.

## Biografie
Na haar vwo-diploma (1999) begon Jolink aan haar modeopleiding aan Hogeschool voor de Kunsten in Arnhem. In 2003 studeerde zij af met de collectie 'Warwara', geïnspireerd op haar Oekraïense oma Warwara Lissenko, van wie ze de liefde voor het modevak heeft opgepikt. De collectie bezorgde haar een nominatie voor de Robijn Fashion Award, de Frans Molenaar Coutureprijs en een nominatie voor de Italiaanse Modeprijs 'It's Two', gesponsord door kledingmerk Diesel.
Van 2004 tot 2005 volgde zij een masteropleiding aan het Fashion Institute Arnhem (FIA). Haar afstudeercollectie 'Housewife with an eye for style' werd genomineerd voor de Frans Molenaar Coutureprijs en Robijn Fashion Award.

## Carrière
Jolink begon haar eigen label in 2006. In 2008 startte Jolink een eigen webshop, als eerste Nederlandse modeontwerper, om zonder tussenschakels aan consumenten te kunnen leveren. Het jaar daarna stopte ze met het geven van modeshows.
Om het vijfjarig bestaan van haar merk te markeren opende ze in 2011 een pop-upshop – 30 Days Offline – en later een vaste winkel in de Negen Straatjes van Amsterdam. Voor haar ondernemerschap ontving ze de 'Marie Claire Prix de la Mode' voor 'Best Fashion Entrepreneur'. In 2012 stopte ze met de verkoop van haar collecties via andere winkels. Vanaf dat moment concentreerde ze zich volledig op de verkoop via eigen (web)winkel en via tijdelijke winkelconcepten.
In 2013 verhuisde ze van Amsterdam naar Rotterdam en vestigde haar winkel aan de Nieuwe Binnenweg 82.
Het tienjarig bestaan van het merk werd in 2016 gevierd met een pop-upshop en expositie in Amsterdam. Ze had de traditionele modewereld verlaten en haar eigen systeem opgezet met bewust beperkte oplagen. Ze liet de modeseizoenen los en begon met maandelijks uitbrengen van nieuwe ontwerpen, gericht op duurzaamheid. Ze maakt gebruik van organisch katoen, restvoorraden en gerecycleerd materiaal. Er zijn geen overschotten en om die reden is Jolink in 2016 gestopt met uitverkoop.
Op 12 november 2019 lanceerde Jolink haar eerste sneaker. De sneaker is 100% vegan en is goedgekeurd door PETA. Op 13 december 2019 opende ze een tweede winkel aan de Voorstraat in Utrecht.
Door de coronacrisis (vanaf eind 2019) werden de winkels tijdens landelijke lockdowns enige tijd gesloten. Jolink hield geïnteresseerden op de hoogte van de maandelijkse collecties via sociale media. Het modemerk is ondanks alle onzekerheid in deze periode gegroeid.
In vervolg op de vegan sneaker bracht Jolink op 1 juni 2021 haar eerste 99% biologisch afbreekbare sneaker uit: de Forward. Ook deze sneaker is 100% vegan en draagt het PETA keurmerk.
De wens om een kringloop te creëren waarin kleding eindeloos gedragen wordt (circulariteit), lag ten grondslag aan de lancering van de tweedehands-collectie Nieuwe Liefde. In juni 2021 begon de pilot voor dit project. Via sociale media werden mensen opgeroepen om Joline Jolink-kleding in te brengen, in ruil voor een 'shoptegoed'. De Nieuwe Liefde-lijn wordt uitsluitend in de stenen winkels verkocht. Het tweedehands-platform werd een vast onderdeel van de collectie.
In december 2021 werd het vijftienjarig bestaan van het merk gevierd met het boek Er is nu met fotocollages en teksten. Het is een samenwerking met Studio Lonne Wennekendonk en wordt cadeaugegeven aan (online) klanten en belangstellenden.
In februari 2023 kondigde Jolink een productieplafond voor haar bedrijf aan; ze stelde een maximum in van 20.000 nieuw geproduceerde stuks per jaar. Volgens Jolink hangt het besluit samen met een gevoel van onbehagen over de kledingindustrie; het is ongebruikelijk om transparant te zijn over productieaantallen, het delen ervan dient om iets in beweging te brengen: "Het is eenvoudig: bedrijven moeten minder produceren. Overconsumptie is niet alleen de verantwoordelijkheid van het individu".
In vervolg op de sneakers uit 2019 en 2021 en sneakers van appelleer (2022) en laarzen van appelleer (2022) voegde Jolink in maart 2023 aan haar schoenencollectie slippers van druivenleer toe, gemaakt in Portugal.
Op 2 juni 2023 liet Jolink weten dat haar winkel in Utrecht na 1 juli 2023 zou sluiten, en dat de focus zou komen te liggen op een nieuw toekomstplan. Vanaf augustus 2023 begon Jolink met een nieuw bedrijfsconcept: een combinatie van ontwerpstudio, werkplaats, winkel en permacultuur. Ze wilde het hele proces inzichtelijk maken, van grondstof tot eindontwerp.

## Nominaties en onderscheiding
- 2003 – Nominatie Modeprijs It's Two (Italië)
- 2003 – Nominatie Robijn Fashion Award (Nederland)
- 2005 – Nominatie Frans Molenaar Coutureprijs (Nederland)
- 2005 – Nominatie Robijn Fashion Award (Nederland)
- 2006 – Nominatie Frans Molenaar Coutureprijs (Nederland)
- 2006 – Nominatie European Fashion Awards 2006 (Italië)
- 2008 – Nominatie Mercedes Benz Dutch Fashion Award (Nederland)[30]
- 2011 – Winnaar Marie Claire Prix de la mode – Best Fashion Entrepreneur (Nederland)
- 2011 – Nominatie Dutch Fashion Awards (Nederland)
- 2021 – Nominatie Textilia Best Customer Experience Award (Nederland)[31]
- 2021 – Nominatie Purpose Day Award (Nederland)

## Projecten
- 2005 – Renegade! Pop up street show in Parijs (buiten, na de show van Céline)
- 2007 – Renegade! Pop up street show in New York (buiten, na de show van Marc Jacobs)
- 2007 – Presentatie collectie in Soho House New York
- 2006–2009 – 2 maal per jaar modeshows tijdens Amsterdam Fashion Week
- 2011 – Pop-upshop – 30 Days Offline, Huidenstaat, Amsterdam
- 2013 – Pop-upshop – 30 dagen Rotterdam, Nieuwe Binnenweg, Rotterdam
- 2014 – Pop-upshop – Haarlemmerdijk, Amsterdam
- 2016 – Pop-upshop – 10 dagen 020, Gerard Doustraat, Amsterdam